# 충신강항정려각
충신강항정려각은 대한민국 전라남도 구례군 구례읍에 있다. 2003년 5월 22일 구례군의 향토문화유산 제5호로 지정되었다.

## 개요
충신 강항(1567-1618)은 강희맹의 5대손으로 영광에서 태어났으며, 어려서부터 학문에 통달하여 1593년에 별시문과에 급제하여 공조, 형조 좌랑을 지내면서 많은 공적을 남겼다. 1882년 (고종19년) 에 조정으로부터 명정을 받아 1886년 봉서교 옆에 장절비를 세웠던 것이 단초가 되었으며 그 후 국도확장 공사로 인하여 현재의 위치로 이설되었다.